# Nové Dvory (okres Litoměřice)
Nové Dvory (německy Neuhof) jsou obec v okrese Litoměřice v Ústeckém kraji, rozložená podél levého břehu potoka Čepel, 7 km severozápadně od Roudnice nad Labem a 11 km jihovýchodně od Litoměřic. Obec tvoří dvě místní části, vlastní Nové Dvory a 1,5 km jihovýchodněji ležící Chvalín. Žije v ní 387 obyvatel.

## Historie
Nové Dvory byly pravděpodobně založeny v souvislosti se zánikem blízké vsi Mury, kterou okolo poloviny čtrnáctého století zničila rozvodněná Ohře. Tamní usedlíci pak byli zčásti přesídleni do nově zřízené osady. První písemná zmínka o ní pochází z roku 1451.

## Obyvatelstvo
|           | 1869 | 1880 | 1890 | 1900 | 1910 | 1921 | 1930 | 1950 | 1961 | 1970 | 1980 | 1991 | 2001 | 2011 | 2021 |
| --------- | ---- | ---- | ---- | ---- | ---- | ---- | ---- | ---- | ---- | ---- | ---- | ---- | ---- | ---- | ---- |
| Obyvatelé | 250  | 307  | 275  | 334  | 364  | 379  | 333  | 279  | 237  | 249  | 241  | 207  | 221  | 249  | 229  |
| Domy      | 44   | 50   | 57   | 58   | 65   | 70   | 79   | 94   | 78   | 76   | 70   | 81   | 84   | 88   | 85   |

## Obecní správa

### Místní části
- Chvalín
- Nové Dvory

## Pamětihodnosti
- Boží muka u čp. 10